# Aeroportul Tacoma Narrows
Aeroportul Tacoma Narrows (IATA: TIW, ICAO: KTIW, FAA LID: TIW) este un aeroport din Gig Harbor⁠(d), Comitatul Pierce, Washington, Washington, Statele Unite ale Americii ce deservește zona Tacoma. Aeroportul a fost tranzitat în 2019 de 70 de pasageri. A fost numit după zona deservită.
Situat la o altitudine de 90 m, aeroportul dispune de 1 pistă.

## Infrastructură

### Piste
Aeroportul dispune de o singură pistă. Pista 17/35 are suprafața de asfalt și dimensiunile 5.002 picioare × 100 picioare. 